# WinChip
WinChip (IDT-С6) — x86-совместимый процессор, анонсированный 13 октября 1997 года. Функциональность в основном соответствовала Intel Pentium. Предназначался для рынка недорогих компьютеров, отличался простой архитектурой, низким энергопотреблением и тепловыделением. Разработкой процессора занималось подразделение компании IDT — Centaur Technology, производство осуществлялось компанией IDT.
Дальнейшим развитием WinChip стал процессор WinChip 2, отличавшийся от предшественника поддержкой дополнительного набора инструкций 3DNow!, а также некоторыми архитектурными усовершенствованиями. Анонс WinChip 2 состоялся 19 мая, а выход на рынок — в сентябре 1998 года.
На ноябрь 1999 года был запланирован выход процессора WinChip 3, основным отличием которого являлся увеличенный кэш первого уровня, однако его выпуск был отменён.
После продажи подразделения Centaur Technology компании VIA Technologies в конце 1999 года, модернизированное ядро WinChip использовалось в процессорах VIA Cyrix III, впоследствии переименованных в VIA C3.

## Общие сведения
Процессоры WinChip выполнены в корпусе типа PGA и предназначены для установки в системные платы с 296-контактным гнездовым разъёмом Socket 7. В отличие от процессоров Intel Pentium MMX, WinChip не требует раздельного напряжения питания для ядра и цепей ввода-вывода, что позволяет устанавливать его в более старые системные платы (WinChip 2B и WinChip 3 требовали раздельного напряжения, однако эти процессоры так и не были выпущены). Для корректной работы процессоров WinChip с такими платами необходима лишь их поддержка со стороны BIOS.
Раздельный кэш первого уровня объёмом 64Кб (планировалось увеличение до 128Кб в WinChip 3) работает на частоте ядра. Интегрированный кэш второго уровня отсутствует (микросхемы кэш-памяти расположены на системной плате).
| Кодовое имя ядра            | C6              | C6              | C6             | C6             |
| Проектная норма (нм)        | 350             | 350             | 350            | 350            |
| --------------------------- | --------------- | --------------- | -------------- | -------------- |
| Тактовая частота ядра (МГц) | 180             | 200             | 225            | 240            |
| Анонсирован                 | 13 октября 1997 | 13 октября 1997 | 21 апреля 1998 | 21 апреля 1998 |

| Кодовое имя ядра            | W2            | W2            | W2            | W2A         | W2A         | W2A         | W2B         | W2B         | W2B         |
| Проектная норма (нм)        | 350           | 350           | 350           | 250         | 250         | 250         | 250         | 250         | 250         |
| --------------------------- | ------------- | ------------- | ------------- | ----------- | ----------- | ----------- | ----------- | ----------- | ----------- |
| Тактовая частота ядра (МГц) | 200           | 225           | 240           | 200 (PR200) | 233 (PR266) | 250 (PR300) | 200 (PR200) | 233 (PR266) | 250 (PR300) |
| Анонсирован                 | сентябрь 1998 | сентябрь 1998 | сентябрь 1998 | март 1999   | март 1999   | март 1999   | отменены    | отменены    | отменены    |

## Особенности архитектуры
Конвейер состоит из 4 стадий:
- R — декодирование инструкций, определение зависимостей.
- A — вычисление адресов, запрос данных.
- D — выборка данных, выполнение микроопераций.
- W — запись результатов выполнения микроопераций в регистры, кэш-память данных первого уровня и ОЗУ.

Процессоры семейства WinChip представляют собой x86-совместимые процессоры с внутренней RISC-архитектурой: инструкции x86 выполняются не напрямую, а после преобразования их в простые внутренние микрооперации.
При разработке инженеры Centaur Technology опирались на ряд принципов, позволивших создать процессор, отличающийся низкой стоимостью производства, небольшим энергопотреблением и тепловыделением.
- Аппаратная оптимизация под выполнение простых инструкций (чтение или запись в память, переходы, операции над целыми числами), связанная с тем, что к таковым относится более 90 % выполняемых инструкций. Более сложные инструкции встречаются значительно реже и могут быть преобразованы в микрооперации с помощью ПЗУ микрокода, хранящего последовательности микроопераций, соответствующих таким инструкциям. Такая оптимизация позволяет сократить количество функциональных блоков процессора.
- Повышение производительности с помощью повышения тактовой частоты, а не с помощью увеличения количества инструкций, выполняемых за один такт.
- Оптимизация работы процессора с оперативной памятью, связанная с тем, что производительность системы лимитируется скоростью работы с памятью значительно сильнее, чем скоростью процессора. Увеличение скорости работы с памятью достигается за счёт увеличения объёма интегрированной кэш-памяти первого уровня, а также оптимизации алгоритмов управления кэш-памятью и буфером трансляции адресов (TLB).
- Оптимизация процессора для работы с наиболее вероятной программной средой — операционными системами Windows.

В связи с этим архитектура процессоров семейства WinChip значительно упрощена по сравнению с конкурирующими процессорами. Они также не способны работать в многопроцессорных системах (SMP). Функциональность их в основном соответствует функциональности процессоров Intel Pentium, однако, отсутствует поддержка интерфейса APIC (который необходим для работы в SMP) а также некоторых дополнительных функций, связанных с работой в режиме виртуального 8086 и с виртуальной памятью (информацию о поддерживаемых функциях можно получить с помощью инструкции «CPUID»).

## WinChip

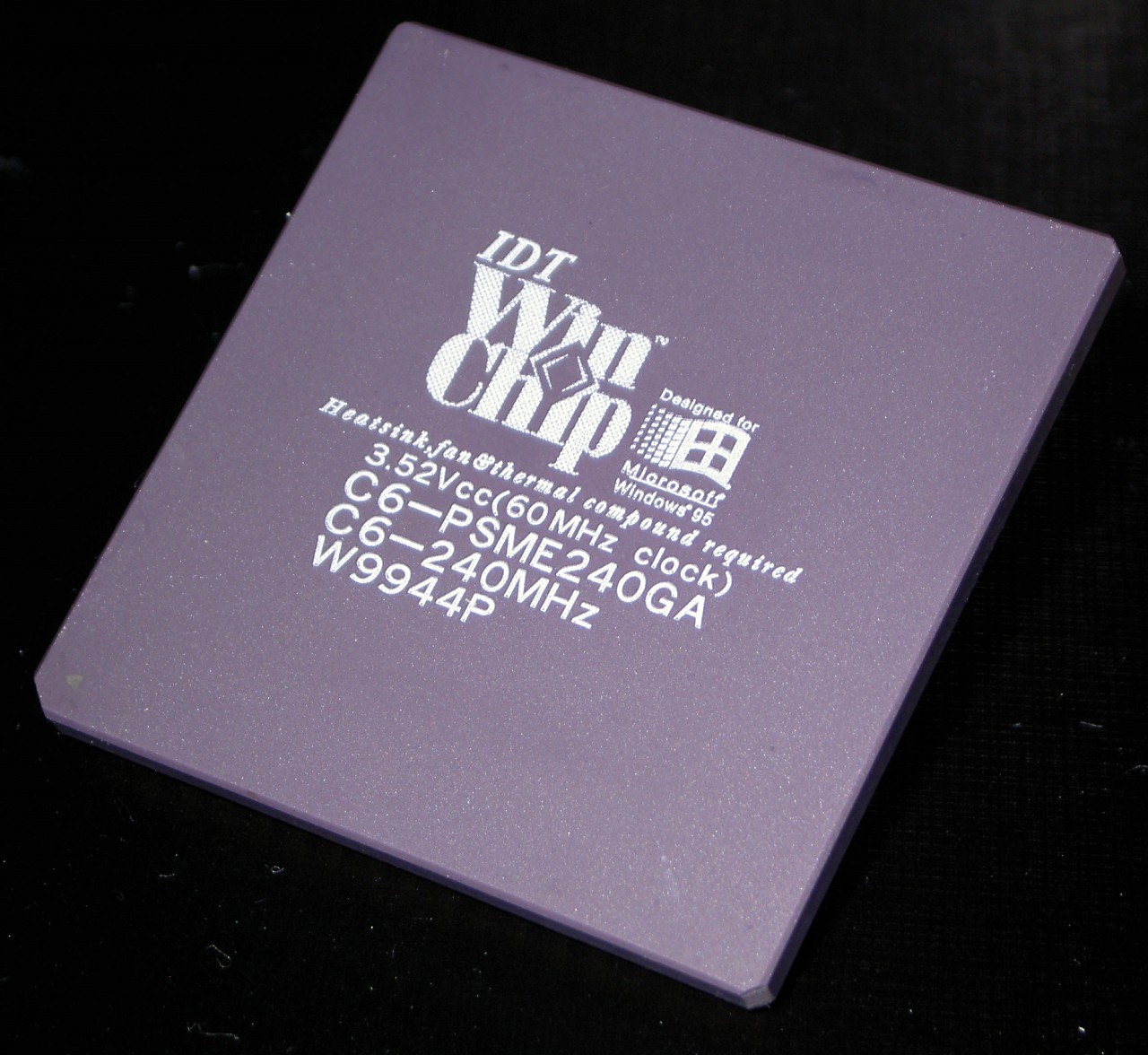
IDT WinChip 240MHz

С точки зрения архитектуры, процессоры WinChip ближе к процессорам x86 четвёртого поколения (Intel 80486, AMD Am5x86), чем к процессорам своего времени. Единственный целочисленный конвейер содержит 4 ступени, математический сопроцессор не конвейеризован. Блок инструкций MMX процессора WinChip позволяет исполнять одну инструкцию за такт (в Pentium MMX — две).
В WinChip отсутствуют такие технологии, как внеочередное исполнение, переименование регистров и предсказание ветвлений, характерные для большинства конкурирующих процессоров.
Всё это позволило инженерам Centaur значительно сократить количество транзисторов и уменьшить площадь кристалла, что привело к снижению стоимости проектирования, тестирования и производства процессоров WinChip, в результате чего стоимость процессоров WinChip оказалась значительно ниже, чем цена конкурирующих процессоров (так, например, стоимость Pentium MMX и AMD K6 с частотой 200 МГц на момент анонса составляла 550 и 349 долларов соответственно, а цена WinChip с той же тактовой частотой — 135 долларов).
Кроме того, упрощение архитектуры положительно сказалось на энергопотреблении и тепловыделении процессора (для сравнения, максимальное тепловыделение WinChip с частотой 200 МГц составляет 13 Вт при напряжении питания 3,52 В, в то время как процессор Pentium MMX с той же тактовой частотой выделяет до 18 Вт при напряжении питания 2,8 В). Предполагалось, что благодаря этому WinChip смогут работать на частотах до 400 МГц, а также широко применяться в ноутбуках.
Процессор выпускался по 350 нм технологии, имел напряжение ядра 3,3 или 3,52 В (в зависимости от партии) и, в отличие от Pentium MMX, не требовал использования системных плат, преобразователи которых позволяли подавать различное напряжение на ядро и цепи ввода-вывода.

## WinChip 2

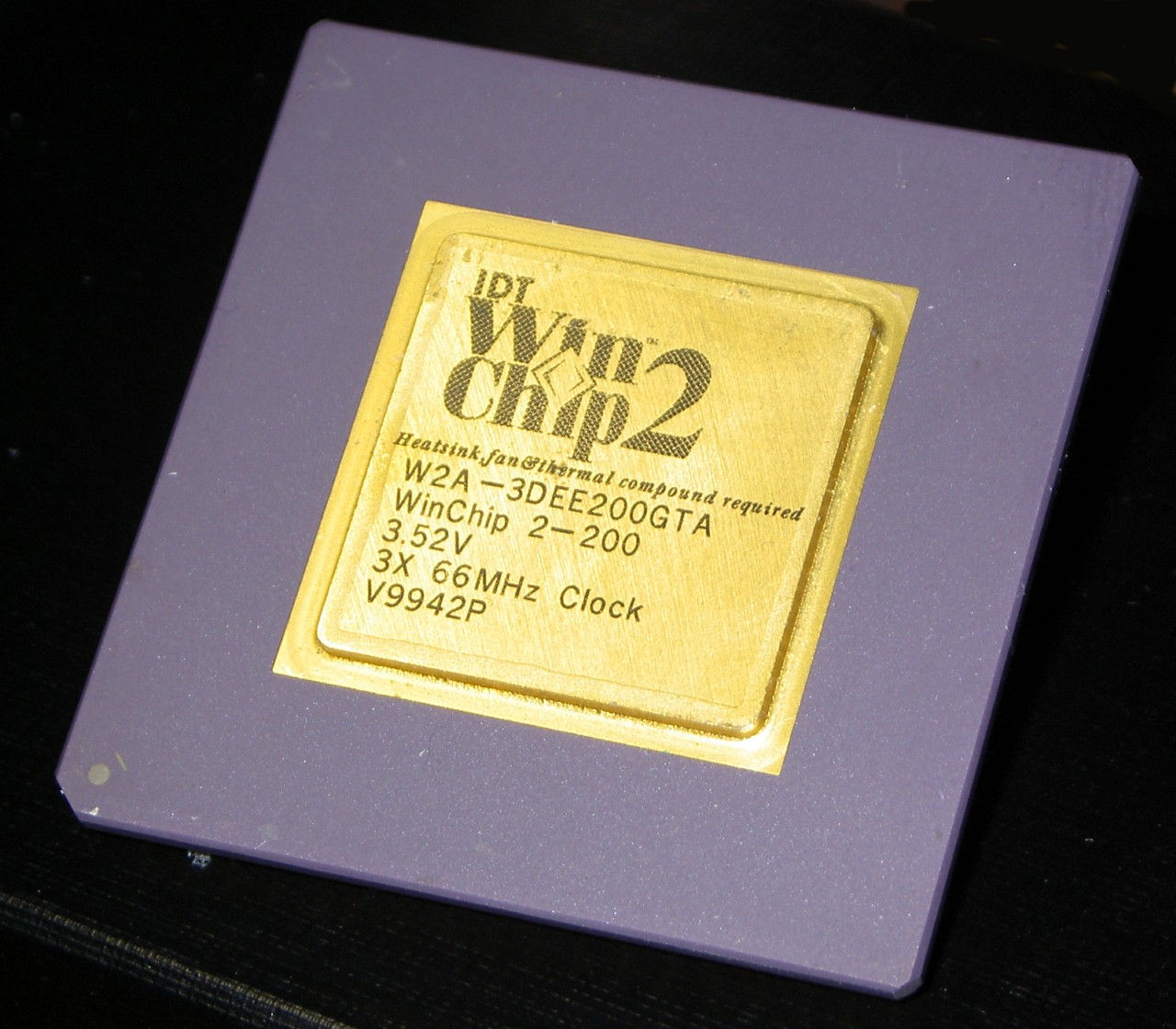
IDT WinChip 2 PR200

Процессор WinChip 2 является дальнейшим развитием процессора WinChip. Он по-прежнему выпускался по 350-нм технологии и имел напряжение ядра 3,3 или 3,52 В. По сравнению с предшественником WinChip 2 получил следующие нововведения:
- конвейерный математический сопроцессор;
- два суперскалярных блока инструкций MMX;
- блок предсказания ветвлений;
- блок инструкций 3DNow! (2 конвейера).

Процессоры WinChip 2 ревизии «A» (W2A), представленные в марте 1999 года, производились по 250-нм технологии, что позволило уменьшить размеры кристалла с 95 до 58 мм², однако напряжение ядра не изменилось по сравнению с предшественником. Кроме того, эти процессоры получили возможность установки нестандартных множителей, таких как 2,33 или 2,66, что позволило использовать процессоры с тактовой частотой 233 и 266 МГц на системных платах с 100-МГц системной шиной.
В конце 1999 года планировался выпуск WinChip 2 ревизии «B» (W2B). Эти процессоры должны были производиться по 250-нм технологии, а напряжение ядра должно было быть снижено до 2,8 В (что требовало использования системных плат с раздельным напряжением питания). Однако выпуск WinChip 2B, так же, как и WinChip 3, был отменён. Существовали, однако, инженерные образцы WinChip 2B, выпущенные в ограниченных количествах.
Для маркировки процессоров WinChip 2 использовался рейтинг производительности (Performance Rating, PR). Рейтинг соответствовал частоте процессора AMD K6-2, равного по производительности в тесте Winstone 99 (данный тест позволяет оценить быстродействие процессора в офисных приложениях). Так, например, процессор WinChip 2 с частотой 233 МГц (частота системной шины — 100 МГц) в тесте Winstone 99 соответствовал по производительности AMD K6-2 с частотой 266 МГц, поэтому имел рейтинг PR266.

## WinChip 3
Процессор WinChip 3 планировался как дальнейшее развитие WinChip 2B с удвоенным размером кэша первого уровня. Однако, в связи с выходом недорогих и более перспективных процессоров Intel Celeron, а также с окончательной потерей поддержки производителями разъёма Socket 7, выпуск процессора WinChip 3 был отменён, а подразделение Centaur Technology в сентябре 1999 года было продано компании VIA за 51 млн долларов.

## Технические характеристики
| [ 3 ] [ 8 ] [ 17 ]                                       | WinChip                                                             | WinChip 2                                                           | WinChip 2                                                           | WinChip 2                                                           |
| -------------------------------------------------------- | ------------------------------------------------------------------- | ------------------------------------------------------------------- | ------------------------------------------------------------------- | ------------------------------------------------------------------- |
| [ 3 ] [ 8 ] [ 17 ]                                       | C6                                                                  | W2                                                                  | W2A                                                                 | W2B                                                                 |
| Тактовая частота                                         |                                                                     |                                                                     |                                                                     |                                                                     |
| Частота ядра, МГц                                        | 180—240                                                             | 200—240                                                             | 200—250                                                             | 200—250                                                             |
| Частота FSB, МГц                                         | 60, 66, 75                                                          | 60, 66, 75                                                          | 66, 100                                                             | 66                                                                  |
|                                                          |                                                                     |                                                                     |                                                                     |                                                                     |
| Характеристики ядра                                      |                                                                     |                                                                     |                                                                     |                                                                     |
| Набор инструкций                                         | IA-32, MMX                                                          | IA-32, MMX, 3DNow!                                                  | IA-32, MMX, 3DNow!                                                  | IA-32, MMX, 3DNow!                                                  |
| Разрядность регистров                                    | 32 бит (целочисленные), 80 бит (вещественночисленные), 64 бит (MMX) | 32 бит (целочисленные), 80 бит (вещественночисленные), 64 бит (MMX) | 32 бит (целочисленные), 80 бит (вещественночисленные), 64 бит (MMX) | 32 бит (целочисленные), 80 бит (вещественночисленные), 64 бит (MMX) |
| Глубина конвейера                                        | 4 стадии                                                            | 4 стадии                                                            | 4 стадии                                                            | 4 стадии                                                            |
| Разрядность ША                                           | 32 бит                                                              | 32 бит                                                              | 32 бит                                                              | 32 бит                                                              |
| Разрядность ШД                                           | 64 бит                                                              | 64 бит                                                              | 64 бит                                                              | 64 бит                                                              |
| Количество транзисторов, млн.                            | 5,4                                                                 | 5,9                                                                 | 5,9                                                                 | 5,9                                                                 |
|                                                          |                                                                     |                                                                     |                                                                     |                                                                     |
| Кэш L1                                                   |                                                                     |                                                                     |                                                                     |                                                                     |
| Кэш данных                                               | 32 Кб, 2-канальный наборно-ассоциативный, длина строки — 32 байта   | 32 Кб, 4-канальный наборно-ассоциативный, длина строки — 32 байта   | 32 Кб, 4-канальный наборно-ассоциативный, длина строки — 32 байта   | 32 Кб, 4-канальный наборно-ассоциативный, длина строки — 32 байта   |
| Кэш инструкций                                           | 32 Кб, 2-канальный наборно-ассоциативный, длина строки — 32 байта   | 32 Кб, 2-канальный наборно-ассоциативный, длина строки — 32 байта   | 32 Кб, 2-канальный наборно-ассоциативный, длина строки — 32 байта   | 32 Кб, 2-канальный наборно-ассоциативный, длина строки — 32 байта   |
|                                                          |                                                                     |                                                                     |                                                                     |                                                                     |
| Интерфейс                                                |                                                                     |                                                                     |                                                                     |                                                                     |
| Разъём                                                   | Socket 7                                                            | Socket 7                                                            | Socket 7                                                            | Socket 7                                                            |
| Корпус                                                   | PGA                                                                 | PGA                                                                 | PGA                                                                 | PGA                                                                 |
|                                                          |                                                                     |                                                                     |                                                                     |                                                                     |
| Технологические, электрические и тепловые характеристики |                                                                     |                                                                     |                                                                     |                                                                     |
| Технология производства                                  | 350 нм. CMOS (четырёхслойный, алюминиевые соединения)               | 350 нм. CMOS (пятислойный, алюминиевые соединения)                  | 250 нм. CMOS (пятислойный, алюминиевые соединения)                  | 250 нм. CMOS (пятислойный, алюминиевые соединения)                  |
| Площадь кристалла, мм²                                   | 88                                                                  | 95                                                                  | 58                                                                  | 69                                                                  |
| Напряжение ядра, В                                       | 3,3 — 3,52                                                          | 3,3 — 3,52                                                          | 3,3 — 3,52                                                          | 2,8                                                                 |
| Напряжение цепей I/O, В                                  | 3,3 — 3,52                                                          | 3,3 — 3,52                                                          | 3,3 — 3,52                                                          | 3,3 — 3,52                                                          |
| Максимальное тепловыделение, Вт                          | 13,1                                                                | 14,0                                                                | 16                                                                  | —                                                                   |
|                                                          |                                                                     |                                                                     |                                                                     |                                                                     |

## Ревизии ядер процессоров
| Процессор | Ревизия | CPU Id                      |
| --------- | ------- | --------------------------- |
| WinChip   | step. 0 | 0x540h                      |
| WinChip   | step. 1 | 0x541h                      |
| WinChip 2 | step. 0 | 0x585h                      |
| WinChip 2 | step. A | 0x587h, 0x588h, 0x589h      |
| WinChip 2 | step. B | 0x58Ah (инженерные образцы) |

## Исправленные ошибки
Процессор представляет собой сложное микроэлектронное устройство, что не позволяет исключить вероятность его некорректной работы. Ошибки появляются на этапе проектирования и могут быть исправлены обновлениями микрокода процессора либо выпуском нвой ревизии ядра процессора. В процессорах WinChip обнаружено 33 различных ошибки, из которых 12 исправлено. В процессорах WinChip 2 — 14 ошибок, из которых 6 исправлено.
Далее перечислены ошибки, исправленные в различных ревизиях ядер процессоров WinChip и WinChip 2. Данные ошибки присутствуют во всех ядрах, выпущенных до их исправления, если не указано обратное.

### WinChip
Ревизия 1
- Ошибка при выполнении функций FSINCOS или FCOS.
- Падение производительности целочисленного конвейера при некоторых операциях FPU.
- Ошибка при нормализации псевдонормальных чисел (нормализация не выполняется).
- Произвольные исключения при выполнении некоторых инструкций FPU.
- Ошибка передачи указателя инструкции после немаскируемого прерывания, вызванного FPU.
- Ошибка при исполнении инструкции INVLPG с адресом, близким к 4 Гб (0xFFFFFFFD, 0xFFFFFFFE, 0xFFFFFFFF).
- Некорректное распознавание самомодифицирующегося кода.
- Счётчик тактов (TSC) останавливается, если процессор находится в состоянии пониженного энергопотребления.
- Некорректная работа AHD (отключение автоматического останова). Останов производится даже в том случае, если он отключён установкой бита AHD в «1».
- Ошибка включения режима нестрогого упорядочения записи с помощью регистра MCR_CTRL.
- Работа процессора при передаче 8- и 16-битных операндов отличается от работы процессоров Pentium (что может приводить к некорректной работе с некоторыми чипсетами).
- Некорректная работа режима CI (блокировка записи строки кэша). Включение режима игнорируется.

### WinChip 2
W2A
- Некорректная обработка переполнения при выполнении инструкций FIST и FISTP.
- Некорректная установка флагов при сравнении денормализованных операндов.
- Потеря последнего значащего бита при выполнении инструкций FIST и FISTP над отрицательными ненормализованными данными.
- Ошибочное сообщение об ошибке при прохождении BIST (встроенная самодиагностика).
- Зависание при установке в «0» бита DTLOCK регистра FCR.

W2B
- Ошибка при извлечении квадратного корня с точностью 24 бит с помощью инструкции PFRSQRT (3DNow!).

## Положение на рынке и сравнение с конкурентами

### WinChip
IDT WinChip присутствовал на рынке с момента своего выхода в октябре 1997 года и до появления IDT WinChip 2 в сентябре 1998 года. Параллельно с WinChip существовали следующие x86-процессоры:
- AMD K6. Имел несколько более высокую производительность, чем WinChip.
- Intel Pentium MMX. Имел несколько более высокую производительность, чем WinChip в целочисленных вычислениях, значительно превосходя его в вещественночисленных[18].
- Intel Pentium II. Предназначался для высокопроизводительных компьютеров, имел высокую стоимость и значительно опережал WinChip во всех задачах.
- Intel Celeron (Covington). Предназначался для рынка недорогих настольных компьютеров. Первоначально представлял собой Pentium II, лишённый кэш-памяти второго уровня. Значительно опережал WinChip как в целочисленных, так и в вещественночисленных вычислениях.
- Cyrix 6x86MX / M-II. В целочисленных вычислениях превосходил как WinChip, так и AMD K6, и Pentium MMX. В вещественночисленных вычислениях опережал WinChip, значительно уступая Pentium MMX[19].

### WinChip 2
IDT WinChip 2 присутствовал на рынке с момента своего выхода в сентябре 1998 года и до продажи Centaur Technology компании VIA. Параллельно с WinChip 2 существовали следующие x86-процессоры:
- AMD K6-2 и K6-III. Опережали WinChip 2 с равным рейтингом во всех задачах (часто значительно)[15].
- AMD Athlon. Предназначался для высокопроизводительных компьютеров, имел высокую стоимость и значительно опережал WinChip 2 во всех задачах.
- Intel Pentium II и Pentium III. Предназначались для высокопроизводительных компьютеров, имели высокую стоимость и значительно опережали WinChip 2 во всех задачах.
- Intel Celeron (Mendocino). Предназначался для рынка недорогих настольных компьютеров. Значительно опережал WinChip 2[20].
- Rise mP6. Значительно уступал всем конкурентам, в том числе и WinChip 2[21].
- Cyrix M-II. Опережал WinChip 2 во всех задачах (часто значительно).